# Miltochrista cuneonotatas
Miltochrista cuneonotatas là một loài bướm đêm thuộc phân họ Arctiinae, họ Erebidae.